# Військова медсестра (фільм)
«Військова медсестра» (англ. War Nurse) — американська військова мелодрама режисера Едгара Селвіна 1930 року.

## Сюжет
Жінки з різних верств населення добровільно, як медсестри, вирушають на передову під час Першої світової війни.

## У ролях
- Роберт Монтгомері — Воллі
- Аніта Пейдж — Джо
- Джун Волкер — Барбара «Бабс» Вітні
- Роберт Амес — Робін
- Зазу Піттс — Куші
- Марі Прево — Розалі
- Гелен Джером Едді — Канзас
- Гедда Гоппер — Матрон
- Едвард Дж. Наджент — Френк
- Марта Сліпер — Гелен
- Михаїл Вавіч — доктор